# Peter Greulich
Peter Greulich (* 1957) ist ein deutscher Lokalpolitiker (Bündnis 90/Die Grünen). Er war Stadtdirektor der Stadt Duisburg und nahm nach der Abwahl von Adolf Sauerland am 12. Februar 2012 bis zur Wahl von Sören Link am 1. Juli 2012 zum Oberbürgermeister von Duisburg kommissarisch die Funktion als Leiter der Duisburger Stadtverwaltung wahr. Von  2013 bis 2015 war er Mitglied des Vorstands der Wirtschaftsbetriebe Duisburg AöR.

## Leben
Er studierte Geografie mit dem Schwerpunkt Geoökologie und promovierte 1988 zum Dr. rer. nat. Er ist verheiratet und hat zwei Kinder.

## Politik
Peter Greulich schloss sich frühzeitig der Partei "Die Grünen" an. Nach einer Tätigkeit als Leiter des Umweltamtes der Stadt Gütersloh wurde er vom Rat der Stadt Duisburg zum 1. Juni 2000 zum Umweltdezernenten gewählt. Nachdem Adolf Sauerland (CDU) 2004 zum Oberbürgermeister gewählt worden war, kam es zu Zerwürfnissen mit dem damaligen Stadtdirektor Jürgen C. Brandt (SPD). Nach Ende seiner Amtszeit (Brandt wurde von der damaligen Ratsmehrheit aus CDU und Grünen nicht wiedergewählt), wählte der Rat am 6. November 2006 Greulich mit 38 Stimmen bei 34 Gegenstimmen zusätzlich zum Stadtdirektor. Es war ein zweiter Anlauf nötig gewesen, da bei der ersten Wahl am 19. September 2006 die nötige Stimmenmehrheit nicht zustande gekommen war. 
Im Jahre 2008 wurde er  mit 36 Stimmen bei 35 Gegenstimmen in seiner Funktion als Dezernent für Umwelt, Gesundheit und Verbraucherschutz vom Rat wiedergewählt. Seine Amtszeit als Wahlbeamter dauert bis 2016. 
Nach dem Loveparade-Unglück im Juli 2010 und während der Auseinandersetzungen um den Bürgerentscheid über die Abwahl des Oberbürgermeisters der Stadt Duisburg zeigte sich Greulich mehrfach demonstrativ bei Fernsehberichten als persönlicher Freund des Oberbürgermeisters Adolf Sauerland. In dem Abwahlverfahren war er in Vertretung des dazu als verhindert geltenden Sauerland auch Wahlleiter der Stadt Duisburg und verkündete in der Öffentlichkeit den erfolgreichen Abwahlententscheid am 12. Februar 2012. 
In der Interimszeit bis zur Amtseinführung des neu gewählten Oberbürgermeisters Link Anfang Juli 2012 nahm Peter Greulich als Stadtdirektor die Leitung der Stadtverwaltung wahr. Nach der Abwahl von Adolf Sauerland gab Greulich in den Lokalmedien an, die Ämter bei der Stadt Duisburg nicht bis zum Ende der Wahlperiode wahrnehmen zu wollen. 
Am 2. Oktober 2012 wurde er vom Aufsichtsrat der im Eigentum der Stadt Duisburg befindlichen Wirtschaftsbetriebe Duisburg, einer Anstalt des öffentlichen Rechts, mit Wirkung vom 1. Januar 2013 zum Vorstandsmitglied gewählt. Diese Position verließ Greulich aus gesundheitlichen Gründen zum 31. Dezember 2015.